# Maniwaki
Maniwaki és una ciutat del Quebec situada a la confluència dels rius Desert i Gatineau, a la regió d'Outaouais. El seu nom vol dir "Terra de Maria" en algonquí. L'any 2006, comptava 4.201 habitants.
La ciutat i els seus voltants es van desenvolupar gràcies al naixement de la indústria forestal a principis del segle xix. Aquest impuls és una conseqüència del bloqueig continental imposat per Napoleó al Regne-Unit l'any 1806. Anglaterra es va haver de girar cap al Canadà per tenir fusta de pi, imprescendible a la construcció de les seves naus i la regió d'Outaouais i la vall del Gatineau en tenien molts.

## Història
La ciutat de Maniwaki es va desenvolupar sobre el territori que originalment formava part de la reserva algonquina de Kitigan Zibi. Kitigan Zibi va incloure el territori de la ciutat dins les seves reivindicacions territorials, part de les quals es van arreglar el 2007.
Durant la primera meitat del segle xix, algonquins de la missió del Lac des Deux-Montagnes, a prop de Mont-real, liderats per Pakinawatik, van arribar al riu Desert. Poc temps després, el 1832, la Companyia de la Badia de Hudson va instal·lar un lloc de negoci a la confluència dels rius Desert i Gatineau. Deu anys després, missioners oblats van fundar la missió Notre-Dame-du-Désert i, l'any 1849, es va fundar Maniwaki. Els límits de la ciutat, els van establir els mateixos oblats l'any 1850. A continuació fusters, pagesos, professionals i comerciants van arribar. La indústria forestal es va implantar en aquesta regió encara intacta i va permetre que molts colons es poguessin guanyar la vida. Irlandesos, canadencs francòfons i amerindis van contribuir al desenvolupament de la ciutat.